# С шиком
«С шиком» (англ. A Touch of Class) — британская романтическая комедия 1973 года, снятая режиссёром Мелвином Фрэнком.

## Сюжет
Довольно забавная лента о двусмысленных ситуациях, в которые попадает женатый британец Стивен Блэкбёрн, пытающийся беззаботно провести время вне семьи и его своеобразном романе-соперничестве с незамужней Вики Аллессио.

## Актёрский состав
- Джордж Сигал — Стивен Блэкбёрн
- Гленда Джексон — Вики Аллессио
- Пол Сорвино — Уолтер Менкес
- Кей Кэллан — Пэтти Менкес
- Сек Линдер — Уэнделл Томпсон
- Майкл Элвин — Сесил
- Мэри Барклай — Марта Томпсон
- Надим Савалха — ночной портье
- Иэн Томпсон — Дерек

## Принятие

### Отзывы критиков
Фильм получил положительные отзывы критиков. На интернет-агрегаторе Rotten Tomatoes он имеет рейтинг 83% на основе 12 рецензий

### Награды и номинации
| Премия                                    | Год  | Категория                                             | Номинант(-ы)            | Результат |
| ----------------------------------------- | ---- | ----------------------------------------------------- | ----------------------- | --------- |
| «Оскар»                                   | 1974 | Лучший фильм                                          | Мелвин Фрэнк            | Номинация |
| «Оскар»                                   | 1974 | Лучшая женская роль                                   | Гленда Джексон          | Победа    |
| «Оскар»                                   | 1974 | Лучший оригинальный сценарий                          | Мелвин Фрэнк, Джек Роуз | Номинация |
| «Оскар»                                   | 1974 | Лучшая музыка к фильму — оригинальный саундтрек       | Джон Кэмерон            | Номинация |
| «Оскар»                                   | 1974 | Лучшая песня к фильму («All That Love Went to Waste») | Джордж Барри, Сэмми Кан | Номинация |
| «Золотой глобус»                          | 1974 | Лучший фильм — комедия или мюзикл                     | «С шиком»               | Номинация |
| «Золотой глобус»                          | 1974 | Лучшая мужская роль — комедия или мюзикл              | Джордж Сигал            | Победа    |
| «Золотой глобус»                          | 1974 | Лучшая женская роль — комедия или мюзикл              | Гленда Джексон          | Победа    |
| «Золотой глобус»                          | 1974 | Лучший сценарий                                       | Мелвин Фрэнк, Джек Роуз | Номинация |
| «Золотой глобус»                          | 1974 | Лучшая песня («All That Love Went to Waste»)          | Джордж Барри, Сэмми Кан | Номинация |
| BAFTA                                     | 1974 | Лучшая женская роль                                   | Гленда Джексон          | Номинация |
| BAFTA                                     | 1974 | Лучший сценарий                                       | Мелвин Фрэнк, Джек Роуз | Номинация |
| «Evening Standard»                        | 1975 | Лучшая женская роль                                   | Гленда Джексон          | Победа    |
| Круг кинокритиков Канзас-Сити             | 1974 | Лучшая мужская роль                                   | Джордж Сигал            | Победа    |
| Круг кинокритиков Нью-Йорка               | 1974 | Лучшая женская роль                                   | Гленда Джексон          | Номинация |
| Кинофестиваль в Сан-Себастьяне            | 1973 | Серебряная раковина                                   | Мелвин Фрэнк            | Победа    |
| Кинофестиваль в Сан-Себастьяне            | 1973 | Серебряная раковина лучшей актрисе                    | Гленда Джексон          | Победа    |
| Премия Гильдии сценаристов США            | 1974 | Лучший оригинальный комедийный сценарий               | Мелвин Фрэнк, Джек Роуз | Победа    |
| Премия Гильдии сценаристов Великобритании | 1974 | Лучший британский сценарий                            | Мелвин Фрэнк, Джек Роуз | Победа    |
| Премия Гильдии сценаристов Великобритании | 1974 | Лучший оригинальный британский сценарий               | Мелвин Фрэнк, Джек Роуз | Победа    |
| Премия Гильдии сценаристов Великобритании | 1974 | Лучший британский комедийный сценарий                 | Мелвин Фрэнк, Джек Роуз | Победа    |